# Jesuitengasse (Düren)
Die Jesuitengasse in der Kreisstadt Düren (Nordrhein-Westfalen) ist eine historische Innerortsstraße. Sie liegt innerhalb der Dürener Stadtbefestigung.

## Lage
Die Straße verbindet die Oberstraße mit der Straße Am Pletzerturm. Früher führte sie weiter bis zur Hohenzollernstraße. Sie ist Einbahnstraße ab der Oberstraße.

## Geschichte
Die Jesuiten kamen 1628 nach Düren und waren unter anderem als Pfarrer an der Stadtkirche St. Anna tätig. Zwischen 1670 und 1673 wurde in einer Sackgasse, die von der Oberstraße ausging, das Jesuitenkolleg erbaut. Nachdem der Orden 1773 aufgehoben worden war, blieb die neugebildete Kongregation der Ex-Jesuiten weiterhin in Düren und unterrichtete auch am Kolleg weiter. Die früher Paphengasse genannte Sackgasse, die zu dem Kolleg führte, wurde 1879 als Jesuitengasse bis zur Hohenzollernstraße durch die Stadtmauer gebrochen. Heute endet sie an der Straße Am Pletzerturm.